# Kunst- og kulturgruppen Syntese
Kunst- og kulturgruppen Syntese, ofte kaldet Kunstnergruppen Syntese eller blot Syntese, er en forening med kunstneriske, kulturelle og kulturpolitiske projekter og initiativer på programmet. Syntese blev stiftet i 1983 af billedkunstnerne Steen Krarup Jensen, Per Johan Svendsen og Flemming Vincent. Billedkunstprojekter er det primære i gruppens arbejde. Syntese var med opsigtsvækkende udstillinger, udsmykninger og samfundskritiske aktioner centrale og fornyende på den danske kunstscene fra begyndelsen af 1980’erne til midt i 1990’erne.

## Udstillinger
- Abstrakt og konkret. Menneskerettigheder gennem 50 år (1998)[5]
- Synteses permanente kulturlaboratorium (1994)[6]
- Racismen har ingen fremtid (1989)[7]
- Den lange rejse (1989)[8]
- Mot strømmen (1989)[9]
- Har spøgelser noget at sku’ ha’ sagt? (1988)[10]
- Er stilheden permanent? (1986)[11]
- Danske myter. Dansk jord i danske hoveder. (1985)[12]
- Charlottenborgs Efterårsudstilling (1984)[13]
- Der festes omkring Daisys kolonihavehus (1984)[14]
- Charlottenborgs Forårsudstilling (1984)[15]
- KP. Kunstnernes Påskeudstilling (1984)[16]
- Gud er neger, og hun har nogle dejlige nødder (1983)[17]

## Udsmykninger
- Herfra min verden går. Hou Skole, Hou (1993)[18]
- En go historie. Havremarkens skole, København (1993)
- En fremmed er en ven du ikke har mødt. Korsgade, København (1989)
- Gæstfrihedens Plads. Ahlefeldtsgade, København (1989) [19]
- Biblioteca Nacional de Nicaragua mm. Managua og Sebaco, Nicaragua. (1988)[20]
- Trolden, Odder (1987)